# Rudolf Fruntov
Rudolf Fruntov (russisk: Рудо́льф Ю́рьевич Фру́нтов) (født 8. juli 1942 i Kungur i Sovjetunionen, død 15. maj 2015 i Moskva i Rusland) var en sovjetisk filminstruktør og manuskriptforfatter.

## Filmografi
- Larets Marii Meditji (Ларец Марии Медичи, 1980)[1][2]
- Trevozjnoje voskresenje (Тревожное воскресенье, 1983)